# Pervenstvo Professional'noj Futbol'noj Ligi 2014-2015
La Pervenstvo Professional'noj Futbol'noj Ligi 2014-2015 (in russo: Lega del Campionato professionistico di calcio 2014-2015) è stata la 23ª edizione della PFN Ligi, terza serie del campionato russo di calcio.

## Stagione

### Novità
Il numero di squadre passò da 72 a 74: l'Occupazione russa della Crimea portò tre squadre professionistiche del campionato ucraino di calcio a giocare in questa divisione del campionato russo (TSC Sinferopoli, BSF Sebastopoli e Žemčužyna Jalta).
Dalla PFN Ligi della precedente stagione, arrivarono le retrocesse Angušt Nazran' e Neftechimik, anche le rinunciatarie Alanija Vladikavkaz (la cui retrocessione portò all'esclusione della sua formazione riserve, l'Alanija-d Vladikavkaz), il Rotor e lo Spartak-Nal'čik; l'altra retrocessa, il Saljut Belgorod, non si iscrisse.
Tali squadre sostituirono parzialmente Tosno, Sokol Saratov, Volgar' Astrachan', Tjumen' e Sachalin, promosse in PFN Ligi, le
retrocesse Rus' S.Pietroburgo, Metallurg-Oskol e Energija Volžskij (l'altra rertocessa, il Rubin-2, fu riammessa), oltre ai club falliti o rinunciatari: Sever Murmansk, Lokomotiv-2 Mosca, Vologda, Vologda, Olimpija Volgograd, Dagdizel' Kaspijsk, Oktan Perm', Amur-2010 e Sibirjak Bratsk.
Dai dilettanti arrivarono Saturn, Vybor-Kurbatovo, Arsenal-2 Tula, Afips Afipskij, Soči 2013, Dinamo Barnaul e Metallurg Novokuzneck; di questi solo Metallurg Novokuzneck e Vybor-Kurbatovo erano stati effettivamente promossi sul campo, gli altri erano stati ripescati a completamento dell'organico.
Furono inoltre isituiti i seguenti nuovi club: Tom' Tomsk-2 (formazione riserve del Tom' Tomsk), Soljaris Mosca, Domodedovo e Čertanovo. 

### Formula
Il numero di partecipanti variava a seconda del girone: in particolare nel Girone Est c'erano solo nove squadre al via, in quello Urali-Volga undici. In tutti i gironi erano assegnati tre punti per la vittoria, uno per il pareggio e zero per la sconfitta.
Nei Gironi Ovest e Centro si giocavano turni di andata e ritorno, la promozione in seconda serie era riservata alla sola prima classificata di ogni girone, mentre veniva retrocessa nei dilettanti l'ultima classificata di ogni girone.
Nel Girone Sud il campionato era diviso in due fasi: nella prima i ventidue club eran divisi in due gironi da undici squadre e giocavano turni di andata e ritorno: le prime sei di ciascun girone partecipava al Girone Promozione, le ultime cinque il Girone Salvezza. Nella seconda fase venivano nuovamente disputati turni di andata e ritorno, ma mentre nel Girone Promozione si conservavano risultati e punti ottenuti contro le squadre contro cui si era già giocato nella prima fase, nel Girone Salvezza vi era un reset completo.
Nel Girone Urali-Volga il campionato era diviso in due fasi: nella prima si giocavano turni di andata e ritorno tra le dodici partecipanti. Le prime sei classificate della prima fase giocavano nel Girone Promozione un girone di sola andata (ulteriori cinque gare per squadra): la prima veniva promossa in seconda serie. Le ultime sei classificate della prima fase giocavano nel Girone Salvezza un girone di sola andata (ulteriori cinque gare per squadra): l'ultima classificata veniva retrocessa tra i dilettanti. I punti della prima fase erano conservati nella seconda.
Nel Girone Est si disputavano tre turni di gara (andata-ritorno-andata): la prima classificata era promosso in seconda serie, mentre non erano previste retrocessioni.

### Avvenimenti
Visto il mancato riconoscimento internazionale, nel dicembre del 2014 l'UEFA obbligò la Federazione russa ad escludere i club della Crimea dalla competizione: la federazione eseguì l'ordine a gennaio (il campionato era fermo per la sosta invernale). Di conseguenza i tre club della Crimea presenti nel gruppo 1 del Girone Sud si videro azzerare tutti i risultati.
Sempre nel corso della sosta invernale, nel Girone Centro ci fu il ritiro di Vybor-Kurbatovo e Metallurg Vyksa: i risultati delle partite da disputare furono assegnati 3-0 a tavolino agli avversari; situazione analoga avavenne nello stesso Girone Sud, dove il Rotor si ritirò appena prima dell'inizio della seconda fase, consentendo all'Angušt Nazran' di disputare il Girone Promozione.

## Girone Ovest

### Squadre partecipanti
| Squadra             | Città           | Stagione precedente                                   |
| ------------------- | --------------- | ----------------------------------------------------- |
| Chimki              | Chimki          | 3º nel Girone Ovest di PPF Ligi                       |
| Dnepr Smolensk      | Smolensk        | 5º nel Girone Ovest di PPF Ligi                       |
| Dolgoprudnyj        | Dolgoprudnyj    | 8º nel Girone Ovest di PPF Ligi                       |
| Domodedovo          | Domodedovo      | Club di nuova istituzione                             |
| Kolomna             | Kolomna         | 13º nel Girone Ovest di PPF Ligi                      |
| Pskov-747           | Pskov           | 4º nel Girone Ovest di PPF Ligi                       |
| Saturn              | Ramenskoe       | 12° nel Girone A Podmoskov' dei dilettanti, ripescato |
| Soljaris Mosca      | Mosca           | Club di nuova istituzione                             |
| Spartak Kostroma    | Kostroma        | 12º nel Girone Ovest di PPF Ligi                      |
| Spartak-2 Mosca     | Mosca           | 4º nel Girone Centro di PPF Ligi                      |
| Strogino Mosca      | Mosca           | 11º nel Girone Ovest di PPF Ligi                      |
| Tekstilščik Ivanovo | Ivanovo         | 2º nel Girone Ovest di PPF Ligi                       |
| Torpedo Vladimir    | Vladimir        | 6º nel Girone Ovest di PPF Ligi                       |
| Volga Tver'         | Tver'           | 16º nel Girone Ovest di PPF Ligi                      |
| Zenit-2             | San Pietroburgo | 10º nel Girone Ovest di PPF Ligi                      |
| Znamja Truda        | Orechovo-Zuevo  | 14º nel Girone Ovest di PPF Ligi                      |

### Classifica finale
|  | Pos. | Squadra             | Pt | G  | V  | N | P  | GF | GS | DR  |
|  | ---- | ------------------- | -- | -- | -- | - | -- | -- | -- | --- |
|  | 1.   | Spartak-2 Mosca     | 65 | 30 | 20 | 5 | 5  | 65 | 26 | +39 |
|  | 2.   | Zenit-2             | 57 | 30 | 18 | 3 | 9  | 78 | 41 | +37 |
|  | 3.   | Strogino Mosca      | 54 | 30 | 16 | 6 | 8  | 39 | 29 | +10 |
|  | 4.   | Chimki              | 54 | 30 | 15 | 9 | 6  | 42 | 27 | +15 |
|  | 5.   | Tekstilščik Ivanovo | 53 | 30 | 15 | 8 | 7  | 51 | 29 | +22 |
|  | 6.   | Dolgoprudnyj        | 51 | 30 | 14 | 9 | 7  | 46 | 39 | +7  |
|  | 7.   | Saturn              | 50 | 30 | 15 | 5 | 10 | 42 | 31 | +11 |
|  | 8.   | Torpedo Vladimir    | 48 | 30 | 14 | 6 | 10 | 41 | 36 | +5  |
|  | 9.   | Pskov-747           | 42 | 30 | 11 | 9 | 10 | 39 | 38 | +1  |
|  | 10.  | Domodedovo          | 38 | 30 | 10 | 8 | 12 | 48 | 50 | -2  |
|  | 11.  | Volga Tver'         | 32 | 30 | 9  | 5 | 16 | 36 | 54 | -18 |
|  | 12.  | Soljaris Mosca      | 28 | 30 | 8  | 4 | 18 | 39 | 59 | -20 |
|  | 13.  | Spartak Kostroma    | 28 | 30 | 7  | 7 | 16 | 26 | 39 | -13 |
|  | 14.  | Dnepr Smolensk      | 28 | 30 | 7  | 7 | 16 | 32 | 49 | -17 |
|  | 15.  | Kolomna             | 23 | 30 | 6  | 5 | 19 | 28 | 67 | -39 |
|  | 16.  | Znamja Truda        | 18 | 30 | 4  | 6 | 20 | 21 | 59 | -38 |

### Verdetti
- Spartak-2 Mosca promosso in Pervenstvo Futbol'noj Nacional'noj Ligi 2015-2016.
- Znamja Truda retrocesso tra i dilettanti.

### Risultati
|                     | S2M  | ZE2  | STM  | CHI  | TEI  | DOL  | SAT  | TOV  | P47  | DOM  | VOT  | SOM  | SPK  | DNS  | KOL  | ZNT  |
| Spartak-2 Mosca     | ---- | 3-1  | 2-0  | 2-1  | 0-2  | 0-0  | 2-1  | 4-2  | 0-0  | 4-3  | 4-1  | 3-1  | 2-0  | 3-1  | 2-1  | 1-1  |
| Zenit-2             | 0-3  | ---- | 3-1  | 0-1  | 1-1  | 2-2  | 2-1  | 5-2  | 3-1  | 3-2  | 2-0  | 11-0 | 5-2  | 5-0  | 2-0  | 6-1  |
| Strogino Mosca      | 1-1  | 2-1  | ---- | 1-1  | 2-0  | 3-1  | 2-1  | 3-2  | 1-0  | 0-2  | 1-1  | 1-0  | 2-1  | 0-0  | 2-0  | 3-0  |
| Chimki              | 2-0  | 2-2  | 1-0  | ---- | 2-0  | 1-0  | 1-2  | 2-0  | 1-3  | 1-0  | 1-0  | 1-2  | 2-1  | 3-2  | 0-0  | 5-1  |
| Tekstilščik Ivanovo | 0-3  | 3-1  | 3-1  | 1-1  | ---- | 1-1  | 0-2  | 0-0  | 4-0  | 1-3  | 3-0  | 1-0  | 5-0  | 2-1  | 4-1  | 6-0  |
| Dolgoprudnyj        | 2-1  | 2-1  | 2-2  | 1-2  | 0-0  | ---- | 2-0  | 0-4  | 2-1  | 3-1  | 4-0  | 3-2  | 2-2  | 2-2  | 2-0  | 2-1  |
| Saturn              | 1-0  | 1-0  | 1-0  | 3-0  | 1-0  | 1-2  | ---- | 0-0  | 1-2  | 3-3  | 3-0  | 2-1  | 1-0  | 3-1  | 2-0  | 0-1  |
| Torpedo Vladimir    | 0-4  | 2-1  | 0-0  | 0-3  | 1-1  | 3-1  | 1-0  | ---- | 1-0  | 2-2  | 1-2  | 1-0  | 1-0  | 1-0  | 4-0  | 1-0  |
| Pskov-747           | 1-1  | 1-2  | 2-0  | 1-0  | 2-1  | 2-3  | 2-2  | 1-1  | ---- | 0-1  | 0-3  | 2-2  | 1-1  | 1-0  | 4-1  | 1-0  |
| Domodedovo          | 1-0  | 2-0  | 0-1  | 0-0  | 1-3  | 1-0  | 3-4  | 1-0  | 1-2  | ---- | 3-1  | 1-0  | 1-3  | 1-1  | 2-2  | 2-2  |
| Volga Tver'         | 1-2  | 2-4  | 0-3  | 2-2  | 1-2  | 1-3  | 0-0  | 0-3  | 1-1  | 4-2  | ---- | 2-1  | 2-1  | 0-0  | 3-0  | 0-1  |
| Soljaris Mosca      | 1-6  | 1-2  | 1-3  | 0-0  | 0-1  | 3-0  | 1-3  | 1-2  | 1-2  | 3-2  | 3-1  | ---- | 0-1  | 3-1  | 3-0  | 4-2  |
| Spartak Kostroma    | 1-2  | 0-3  | 0-1  | 1-1  | 0-0  | 0-1  | 0-0  | 2-0  | 2-0  | 1-1  | 0-1  | 1-1  | ---- | 2-0  | 1-2  | 0-1  |
| Dnepr Smolensk      | 0-3  | 1-3  | 2-0  | 0-1  | 1-2  | 0-1  | 4-2  | 3-0  | 1-1  | 2-2  | 0-3  | 2-1  | 0-2  | ---- | 0-0  | 1-0  |
| Kolomna             | 0-6  | 1-5  | 0-1  | 1-3  | 3-3  | 2-2  | 1-0  | 0-2  | 0-4  | 2-1  | 3-1  | 1-2  | 0-1  | 2-4  | ---- | 3-1  |
| Znamja Truda        | 0-1  | 1-2  | 1-2  | 1-1  | 0-1  | 0-0  | 0-1  | 0-4  | 1-1  | 2-3  | 1-3  | 1-1  | 1-0  | 0-2  | 0-2  | ---- |
| ------------------- | ---- | ---- | ---- | ---- | ---- | ---- | ---- | ---- | ---- | ---- | ---- | ---- | ---- | ---- | ---- | ---- |

## Girone Centro

### Squadre partecipanti
| Squadra                         | Città            | Stagione precedente                                |
| ------------------------------- | ---------------- | -------------------------------------------------- |
| Arsenal-2 Tula                  | Tula             | 6° nel Girone Černozem'e dei dilettanti, ripescato |
| Avangard Kursk                  | Kursk            | 8º nel Girone Centro di PPF Ligi                   |
| Čertanovo                       | Russia           | Club di nuova istituzione                          |
| Dinamo Brjansk                  | Brjansk          | 5º nel Girone Centro di PPF Ligi                   |
| Fakel Voronež                   | Voronež          | 3º nel Girone Centro di PPF Ligi                   |
| Kaluga                          | Kaluga           | 6º nel Girone Centro di PPF Ligi                   |
| Lokomotiv Liski                 | Liski            | 14º nel Girone Centro di PPF Ligi                  |
| Metallurg Lipeck                | Lipeck           | 9º nel Girone Centro di PPF Ligi                   |
| Metallurg Vyksa                 | Vyksa            | 15º nel Girone Centro di PPF Ligi                  |
| Orël                            | Orël             | 13º nel Girone Centro di PPF Ligi                  |
| Podol'e                         | Podol'skij rajon | 7º nel Girone Centro di PPF Ligi                   |
| Rjazan'                         | Rjazan'          | 11º nel Girone Centro di PPF Ligi                  |
| Tambov                          | Tambov           | 12º nel Girone Centro di PPF Ligi                  |
| Vitjaz' Podol'sk                | Podol'sk         | 2º nel Girone Centro di PPF Ligi                   |
| Template:Calcio Vybor-Kurbatovo | Kurbatovo        | 1° nel Girone Černozem'e dei dilettanti            |
| Zenit Penza                     | Penza            | 10º nel Girone Centro di PPF Ligi                  |

### Classifica finale
|  | Pos. | Squadra                         | Pt | G  | V  | N  | P  | GF | GS | DR  |
|  | ---- | ------------------------------- | -- | -- | -- | -- | -- | -- | -- | --- |
|  | 1.   | Fakel Voronež                   | 80 | 30 | 25 | 5  | 0  | 64 | 14 | +50 |
|  | 2.   | Rjazan'                         | 69 | 30 | 21 | 6  | 3  | 51 | 13 | +38 |
|  | 3.   | Tambov                          | 65 | 30 | 19 | 8  | 3  | 71 | 26 | +45 |
|  | 4.   | Lokomotiv Liski                 | 53 | 30 | 15 | 8  | 7  | 34 | 22 | +12 |
|  | 5.   | Zenit Penza                     | 49 | 30 | 14 | 7  | 9  | 32 | 22 | +10 |
|  | 6.   | Kaluga                          | 49 | 30 | 14 | 7  | 9  | 42 | 31 | +11 |
|  | 7.   | Metallurg Lipeck                | 49 | 30 | 13 | 10 | 7  | 42 | 29 | +13 |
|  | 8.   | Vitjaz' Podol'sk                | 44 | 30 | 12 | 8  | 10 | 43 | 47 | -4  |
|  | 9.   | Avangard Kursk                  | 43 | 30 | 13 | 4  | 13 | 45 | 35 | +10 |
|  | 10.  | Dinamo Brjansk                  | 38 | 30 | 9  | 11 | 10 | 30 | 26 | +4  |
|  | 11.  | Template:Calcio Vybor-Kurbatovo | 29 | 30 | 7  | 8  | 15 | 22 | 46 | -24 |
|  | 12.  | Podol'e                         | 28 | 30 | 9  | 1  | 20 | 30 | 58 | -28 |
|  | 13.  | Orël                            | 20 | 30 | 5  | 5  | 20 | 25 | 59 | -34 |
|  | 14.  | Metallurg Vyksa                 | 19 | 30 | 5  | 4  | 21 | 16 | 57 | -41 |
|  | 15.  | Čertanovo                       | 18 | 30 | 4  | 6  | 20 | 30 | 63 | -33 |
|  | 16.  | Arsenal-2 Tula                  | 11 | 30 | 1  | 8  | 21 | 19 | 54 | -35 |

### Verdetti
- Fakel Voronež promosso in Pervenstvo Futbol'noj Nacional'noj Ligi 2015-2016.
- Arsenal-2 Tula retrocesso tra i dilettanti.

### Risultati
|                  | FAK  | RJA  | TAM  | LOL  | ZEP  | KAL  | MEL  | VIP  | AVK  | DIB  | VYK  | POD  | ORE  | MEV   | CER  | A2T  |
| Fakel Voronež    | ---- | 1-0  | 1-0  | 1-0  | 1-0  | 1-0  | 2-1  | 1-1  | 3-0  | 1-0  | 1-0  | 4-0  | 4-2  | 2-0   | 3-0  | 2-1  |
| Rjazan'          | 0-0  | ---- | 0-1  | 4-0  | 2-1  | 1-1  | 3-3  | 4-1  | 2-0  | 1-0  | 3-0  | 1-0  | 3-0  | 1-0   | 1-0  | 1-0  |
| Tambov           | 2-2  | 1-1  | ---- | 1-2  | 1-1  | 6-2  | 1-1  | 3-0  | 3-0  | 3-2  | 3-0  | 4-3  | 2-0  | 3-0   | 3-1  | 2-1  |
| Lokomotiv Liski  | 1-1  | 1-3  | 3-0  | ---- | 1-0  | 0-1  | 0-0  | 1-2  | 1-0  | 0-1  | 1-1  | 3-0  | 0-0  | 3-0   | 0-0  | 2-0  |
| Zenit Penza      | 0-2  | 2-0  | 0-1  | 0-1  | ---- | 0-0  | 0-1  | 2-1  | 1-0  | 2-1  | 0-0  | 0-1  | 2-1  | 2-1   | 1-0  | 1-1  |
| Kaluga           | 0-2  | 0-4  | 1-1  | 0-1  | 0-2  | ---- | 0-2  | 3-0  | 2-2  | 3-2  | 0-0  | 1-0  | 4-0  | 2-0   | 2-1  | 2-1  |
| Metallurg Lipeck | 1-1  | 0-4  | 1-1  | 1-2  | 0-0  | 1-0  | ---- | 3-4  | 0-1  | 0-0  | 3-0  | 3-0  | 1-0  | 2-0   | 3-2  | 2-1  |
| Vitjaz' Podol'sk | 1-2  | 0-0  | 1-5  | 4-3  | 1-1  | 2-2  | 0-1  | ---- | 2-1  | 2-2  | 0-2  | 3-1  | 2-1  | 1-1   | 3-0  | 1-0  |
| Avangard Kursk   | 0-1  | 1-3  | 0-1  | 1-2  | 3-0  | 0-1  | 3-0  | 3-1  | ---- | 1-2  | 3-0  | 2-0  | 3-1  | 3-0   | 5-2  | 2-0  |
| Dinamo Brjansk   | 1-3  | 0-1  | 0-0  | 0-1  | 0-0  | 0-0  | 0-0  | 0-1  | 1-1  | ---- | 3-0  | 1-1  | 3-0  | 0-1   | 4-2  | 1-1  |
| Vybor-Kurbatovo  | 0-3  | 0-2  | 0-3  | 0-0  | 1-3  | 0-3  | 1-1  | 0-3  | 0-0  | 0-0  | ---- | 0-3  | 3-0  | [ 7 ] | 0-3  | 2-0  |
| Podol'e          | 0-4  | 0-1  | 0-6  | 0-1  | 1-3  | 0-4  | 0-2  | 2-1  | 0-2  | 1-2  | 1-2  | ---- | 1-2  | 0-2   | 2-1  | 2-0  |
| Orël             | 0-4  | 0-2  | 0-4  | 1-2  | 0-2  | 0-4  | 0-0  | 0-0  | 4-1  | 0-1  | 0-4  | 0-2  | ---- | 3-0   | 0-2  | 4-0  |
| Metallurg Vyksa  | 0-3  | 0-1  | 1-1  | 0-2  | 0-3  | 1-0  | 0-3  | 1-2  | 1-1  | 0-0  | 0-2  | 0-3  | 0-3  | ----  | 3-1  | 3-2  |
| Čertanovo        | 2-4  | 0-2  | 2-6  | 0-0  | 0-1  | 0-2  | 2-1  | 1-1  | 0-3  | 0-1  | 1-4  | 2-4  | 2-2  | 2-1   | ---- | 0-0  |
| Arsenal-2 Tula   | 1-4  | 0-0  | 0-3  | 0-0  | 0-2  | 1-2  | 1-5  | 1-2  | 1-3  | 0-2  | 0-0  | 1-2  | 1-1  | 3-0   | 1-1  | ---- |
| ---------------- | ---- | ---- | ---- | ---- | ---- | ---- | ---- | ---- | ---- | ---- | ---- | ---- | ---- | ----- | ---- | ---- |

## Girone Sud

### Prima fase

#### Girone 1

##### Squadre partecipanti
| Squadra                 | Città        | Stagione precedente                                               |
| ----------------------- | ------------ | ----------------------------------------------------------------- |
| Afips Afipskij          | Afipskij     | 3° nel Girone Krasnodar della seconda serie dilettanti, ripescato |
| Biolog-Novokubansk      | Novokubansk  | 14º nel Girone Sud di PPF Ligi                                    |
| BSF Sebastopoli         | Sebastopoli  | Disputava il campionato ucraino di calcio                         |
| Černomorec Novorossijsk | Novorossijsk | 2º nel Girone Sud di PPF Ligi                                     |
| Družba Majkop           | Majkop       | 15º nel Girone Sud di PPF Ligi                                    |
| Krasnodar-2             | Krasnodar    | 17º nel Girone Sud di PPF Ligi                                    |
| Soči 2013               | Soči         | 2° nel Girone Sud dei dilettanti, ripescato                       |
| Torpedo Armavir         | Armavir      | 10º nel Girone Sud di PPF Ligi                                    |
| TSC Sinferopoli         | Sinferopoli  | Disputava il campionato ucraino di calcio                         |
| Vitjaz' Krymsk          | Krymsk       | 3º nel Girone Sud di PPF Ligi                                     |
| Žemčužyna Jalta         | Jalta        | Disputava il campionato ucraino di calcio                         |

##### Classifica finale
|  | Pos. | Squadra                 | Pt | G  | V | N | P  | GF | GS | DR  |
|  | ---- | ----------------------- | -- | -- | - | - | -- | -- | -- | --- |
|  | 1.   | Černomorec Novorossijsk | 31 | 14 | 9 | 4 | 1  | 28 | 14 | +14 |
|  | 2.   | Afips Afipskij          | 29 | 14 | 9 | 2 | 3  | 19 | 12 | +7  |
|  | 3.   | Vitjaz' Krymsk          | 28 | 14 | 9 | 1 | 4  | 22 | 17 | +5  |
|  | 4.   | Torpedo Armavir         | 24 | 14 | 7 | 3 | 4  | 24 | 18 | +6  |
|  | 5.   | Biolog-Novokubansk      | 16 | 14 | 5 | 1 | 8  | 16 | 20 | -4  |
|  | 6.   | Družba Majkop           | 11 | 14 | 3 | 2 | 9  | 13 | 20 | -7  |
|  | 7.   | Krasnodar-2             | 10 | 14 | 3 | 1 | 10 | 15 | 24 | -9  |
|  | 8.   | Soči 2013               | 10 | 14 | 2 | 4 | 8  | 14 | 26 | -12 |
|  | -    | TSC Sinferopoli         | -  | -  | - | - | -  | -  | -  | -   |
|  | -    | BSF Sebastopoli         | -  | -  | - | - | -  | -  | -  | -   |
|  | -    | Žemčužyna Jalta         | -  | -  | - | - | -  | -  | -  | -   |

Legenda:
      Ammesse al Girone per la promozione.
      Ammessa al Girone per la salvezza.

##### Risultati
|                    | CEN  | AFA  | VIK  | TOA  | BIN  | DRM  | KR2  | S13  |
| Čern. Novorossijsk | ---- | 2-0  | 3-0  | 1-1  | 1-0  | 3-1  | 3-1  | 1-1  |
| Afips Afipskij     | 2-2  | ---- | 2-1  | 0-1  | 2-1  | 1-0  | 2-1  | 2-1  |
| Vitjaz' Krymsk     | 2-1  | 1-0  | ---- | 4-3  | 1-0  | 2-1  | 2-1  | 3-1  |
| Torpedo Armavir    | 1-3  | 0-0  | 3-1  | ---- | 2-1  | 1-0  | 1-2  | 2-0  |
| Biolog-Novokubansk | 1-2  | 1-2  | 1-0  | 1-5  | ---- | 1-0  | 2-0  | 2-1  |
| Družba Majkop      | 1-1  | 0-1  | 0-1  | 3-1  | 3-2  | ---- | 2-1  | 0-0  |
| Krasnodar-2        | 1-2  | 1-2  | 1-1  | 0-1  | 0-2  | 3-1  | ---- | 3-1  |
| Soči 2013          | 2-3  | 0-3  | 0-3  | 2-2  | 1-1  | 2-1  | 2-0  | ---- |
| ------------------ | ---- | ---- | ---- | ---- | ---- | ---- | ---- | ---- |

#### Girone 2

##### Squadre partecipanti
| Squadra              | Città        | Stagione precedente                                                                                  |
| -------------------- | ------------ | --- |
| Alanija Vladikavkaz  | Vladikavkaz  | 13º nel Girone Sud di PPF Ligi, come Alanija-d Vladikavkaz, 12° in PFN Ligi come Alanija Vladikavkaz |
| Angušt Nazran'       | Nazran'      | 19° in PFN Ligi                                                                                      |
| Anži-2               | Machačkala   | 5º nel Girone Sud di PPF Ligi                                                                        |
| Astrachan'           | Astrachan'   | 7º nel Girone Sud di PPF Ligi                                                                        |
| Dinamo GTS           | Stavropol'   | 9º nel Girone Sud di PPF Ligi                                                                        |
| Mašuk-KMV Pjatigorsk | Pjatigorsk   | 12º nel Girone Sud di PPF Ligi                                                                       |
| MITOS Novočerkassk   | Novočerkassk | 6º nel Girone Sud di PPF Ligi                                                                        |
| Rotor                | Volgograd    | 15º posto in PFN Ligi, rinunciò ad iscriversi                                                        |
| Spartak-Nal'čik      | Nal'čik      | 10º posto in PFN Ligi, rinunciò ad iscriversi                                                        |
| Taganrog             | Taganrog     | 11º nel Girone Sud di PPF Ligi                                                                       |
| Terek Groznyj-2      | Groznyj      | 16º nel Girone Sud di PPF Ligi                                                                       |

##### Classifica finale
|  | Pos. | Squadra              | Pt | G  | V  | N | P  | GF | GS | DR  |
|  | ---- | -------------------- | -- | -- | -- | - | -- | -- | -- | --- |
|  | 1.   | Dinamo GTS           | 38 | 20 | 11 | 5 | 4  | 23 | 11 | +12 |
|  | 2.   | MITOS Novočerkassk   | 34 | 20 | 9  | 7 | 4  | 30 | 13 | +17 |
|  | 3.   | Mašuk-KMV Pjatigorsk | 33 | 20 | 9  | 6 | 5  | 25 | 22 | +3  |
|  | 4.   | Spartak-Nal'čik      | 33 | 20 | 9  | 6 | 5  | 28 | 16 | +12 |
|  | 5.   | Taganrog             | 28 | 20 | 7  | 7 | 6  | 18 | 18 | +0  |
|  | 6.   | Rotor                | 27 | 20 | 7  | 6 | 7  | 26 | 24 | +2  |
|  | 7.   | Angušt Nazran'       | 23 | 20 | 5  | 8 | 7  | 13 | 23 | -10 |
|  | 8.   | Anži-2               | 22 | 20 | 5  | 7 | 8  | 14 | 22 | -8  |
|  | 9.   | Alanija Vladikavkaz  | 21 | 20 | 5  | 6 | 9  | 21 | 33 | -12 |
|  | 10.  | Terek Groznyj-2      | 18 | 20 | 3  | 9 | 8  | 12 | 18 | -6  |
|  | 11.  | Astrachan'           | 17 | 20 | 4  | 5 | 11 | 19 | 29 | -10 |

Legenda:
      Ammesse al Girone per la promozione.
      Ammessa al Girone per la salvezza.

##### Risultati
|                      | DGS  | MIN  | MKP  | SPN  | TAG  | ROT  | ANN  | A2M  | ALV  | TG2  | AST  |
| Dinamo GTS           | ---- | 1-4  | 0-1  | 1-0  | 0-0  | 2-0  | 3-0  | 1-0  | 2-1  | 2-0  | 1-0  |
| MITOS Novočerkassk   | 1-1  | ---- | 0-0  | 1-2  | 1-0  | 0-1  | 0-0  | 4-1  | 1-1  | 1-2  | 4-0  |
| Mašuk-KMV Pjatigorsk | 0-2  | 0-2  | ---- | 2-0  | 1-1  | 2-4  | 1-1  | 2-2  | 1-1  | 2-1  | 2-0  |
| Spartak-Nal'čik      | 2-2  | 0-1  | 0-3  | ---- | 3-0  | 1-0  | 4-0  | 3-0  | 3-0  | 0-0  | 0-0  |
| Taganrog             | 0-0  | 1-0  | 0-1  | 1-2  | ---- | 2-0  | 2-0  | 0-0  | 2-2  | 1-0  | 3-1  |
| Rotor                | 0-2  | 0-0  | 2-2  | 1-2  | 1-2  | ---- | 3-0  | 2-1  | 4-1  | 1-1  | 2-1  |
| Angušt Nazran'       | 1-0  | 0-3  | 3-0  | 3-2  | 0-0  | 1-1  | ---- | 0-0  | 0-0  | 1-0  | 1-0  |
| Anži-2               | 0-1  | 0-1  | 0-1  | 0-0  | 1-0  | 1-0  | 1-1  | ---- | 2-1  | 0-0  | 2-1  |
| Alanija Vladikavkaz  | 0-0  | 0-3  | 1-0  | 0-3  | 4-0  | 2-2  | 2-1  | 0-2  | ---- | 2-1  | 1-2  |
| Terek Groznyj-2      | 1-0  | 1-1  | 1-2  | 0-0  | 0-0  | 0-0  | 1-0  | 1-1  | 1-2  | ---- | 0-1  |
| Astrachan'           | 0-2  | 2-2  | 1-2  | 1-1  | 1-3  | 1-2  | 0-0  | 3-0  | 3-0  | 1-1  | ---- |
| -------------------- | ---- | ---- | ---- | ---- | ---- | ---- | ---- | ---- | ---- | ---- | ---- |

### Seconda Fase - Girone Promozione

#### Classifica Finale
|  | Pos. | Squadra                 | Pt | G  | V  | N | P  | GF | GS | DR  |
|  | ---- | ----------------------- | -- | -- | -- | - | -- | -- | -- | --- |
|  | 1.   | Torpedo Armavir         | 45 | 22 | 14 | 3 | 5  | 37 | 23 | +14 |
|  | 2.   | Vitjaz' Krymsk          | 43 | 22 | 14 | 1 | 7  | 38 | 26 | +12 |
|  | 3.   | Černomorec Novorossijsk | 43 | 22 | 12 | 7 | 3  | 45 | 21 | +24 |
|  | 4.   | Afips Afipskij          | 41 | 22 | 12 | 5 | 5  | 32 | 18 | +14 |
|  | 5.   | Dinamo GTS              | 36 | 22 | 10 | 6 | 6  | 26 | 21 | +5  |
|  | 6.   | MITOS Novočerkassk      | 30 | 22 | 9  | 3 | 10 | 24 | 27 | -3  |
|  | 7.   | Mašuk-KMV Pjatigorsk    | 28 | 22 | 7  | 7 | 8  | 23 | 27 | -4  |
|  | 8.   | Spartak-Nal'čik         | 26 | 22 | 7  | 5 | 10 | 26 | 27 | -1  |
|  | 9.   | Taganrog                | 21 | 22 | 5  | 6 | 11 | 15 | 31 | -16 |
|  | 10.  | Družba Majkop           | 19 | 22 | 5  | 4 | 13 | 20 | 29 | -9  |
|  | 11.  | Biolog-Novokubansk      | 18 | 22 | 5  | 3 | 14 | 19 | 32 | -13 |
|  | 12.  | Angušt Nazran'          | 18 | 22 | 4  | 6 | 12 | 17 | 40 | -23 |

#### Verdetti
- Torpedo Armavir promosso in Pervenstvo Futbol'noj Nacional'noj Ligi 2015-2016.

#### Risultati
|                      | TOA  | VIK  | CEN  | AFA  | DGS  | MIN  | MKP  | SPN  | TAG  | DRM  | BIN  | ANN  |
| Torpedo Armavir      | ---- | ---- | ---- | ---- | 0-1  | 2-0  | 1-0  | 1-0  | 3-0  | ---- | ---- | 0-0  |
| Vitjaz' Krymsk       | ---- | ---- | ---- | ---- | 2-1  | 3-0  | 2-3  | 2-1  | 2-1  | ---- | ---- | 3-0  |
| Čern. Novorossijsk   | ---- | ---- | ---- | ---- | 0-1  | 3-2  | 3-3  | 1-1  | 4-0  | ---- | ---- | 5-0  |
| Afips Afipskij       | ---- | ---- | ---- | ---- | 2-0  | 5-0  | 2-2  | 2-0  | 3-0  | ---- | ---- | 1-2  |
| Dinamo GTS           | 4-2  | 2-1  | 1-3  | 0-0  | ---- | ---- | ---- | ---- | ---- | 1-0  | 2-0  | ---- |
| MITOS Novočerkassk   | 0-1  | 2-0  | 0-3  | 0-1  | ---- | ---- | ---- | ---- | ---- | 2-0  | 1-0  | ---- |
| Mašuk-KMV Pjatigorsk | 1-3  | 0-4  | 1-1  | 0-1  | ---- | ---- | ---- | ---- | ---- | 0-1  | 2-0  | ---- |
| Spartak-Nal'čik      | 0-1  | 0-0  | 2-1  | 3-1  | ---- | ---- | ---- | ---- | ---- | 0-1  | 2-1  | ---- |
| Taganrog             | 1-2  | 1-3  | 1-1  | 1-1  | ---- | ---- | ---- | ---- | ---- | 1-0  | 1-0  | ---- |
| Družba Majkop        | ---- | ---- | ---- | ---- | 1-1  | 3-4  | 0-2  | 0-0  | 1-2  | ---- | ---- | 0-0  |
| Biolog-Novokubansk   | ---- | ---- | ---- | ---- | 1-2  | 1-0  | 0-0  | 2-2  | 2-0  | ---- | ---- | 2-1  |
| Angušt Nazran'       | 2-3  | 0-2  | 0-1  | 1-3  | ---- | ---- | ---- | ---- | ---- | 2-4  | 1-1  | ---- |
| -------------------- | ---- | ---- | ---- | ---- | ---- | ---- | ---- | ---- | ---- | ---- | ---- | ---- |

### Seconda Fase - Girone Retrocessione

#### Classifica Finale
|  | Pos. | Squadra             | Pt | G  | V | N | P | GF | GS | DR  |
|  | ---- | ------------------- | -- | -- | - | - | - | -- | -- | --- |
|  | 13.  | Anži-2              | 19 | 10 | 6 | 1 | 3 | 20 | 15 | +5  |
|  | 14.  | Alanija Vladikavkaz | 18 | 10 | 6 | 0 | 4 | 15 | 11 | +4  |
|  | 15.  | Astrachan'          | 16 | 10 | 5 | 1 | 4 | 23 | 15 | +8  |
|  | 16.  | Krasnodar-2         | 16 | 10 | 5 | 1 | 4 | 19 | 17 | +2  |
|  | 17.  | Terek Groznyj-2     | 11 | 10 | 2 | 5 | 3 | 10 | 15 | -5  |
|  | 18.  | Soči 2013           | 5  | 10 | 1 | 2 | 7 | 10 | 24 | -14 |

#### Verdetti
- Soči 2013 retrocesso tra i dilettanti.

#### Risultati
|                     | A2M  | ALV  | AST  | KR2  | TG2  | S13  |
| Anži-2              | ---- | 2-1  | 3-1  | 4-2  | 0-0  | 3-0  |
| Alanija Vladikavkaz | 2-1  | ---- | 2-0  | 4-1  | 1-2  | 2-0  |
| Astrachan'          | 2-4  | 3-0  | ---- | 1-2  | 3-0  | 6-2  |
| Krasnodar-2         | 3-0  | 2-0  | 0-4  | ---- | 3-0  | 2-3  |
| Terek Groznyj-2     | 2-0  | 0-2  | 2-2  | 1-1  | ---- | 2-2  |
| Soči 2013           | 2-3  | 0-1  | 0-1  | 0-3  | 1-1  | ---- |
| ------------------- | ---- | ---- | ---- | ---- | ---- | ---- |

## Girone Urali-Volga

### Squadre partecipanti
| Squadra            | Città            | Stagione precedente                               |
| ------------------ | ---------------- | ------------------------------------------------- |
| Čeljabinsk         | Čeljabinsk       | 4º nel Girone Urali-Volga di PPF Ligi             |
| Dinamo Kirov       | Kirov            | 10º nel Girone Urali-Volga di PPF Ligi            |
| KAMAZ              | Naberežnye Čelny | 3º nel Girone Urali-Volga di PPF Ligi             |
| Lada-Togliatti     | Togliatti        | 7º nel Girone Urali-Volga di PPF Ligi             |
| Nosta Novotroick   | Novotroick       | 8º nel Girone Urali-Volga di PPF Ligi             |
| Neftechimik        | Nižnekamsk       | 17º posto in PFN Ligi                             |
| Rubin-2            | Kazan'           | 12º nel Girone Urali-Volga di PPF Ligi, ripescato |
| Spartak Joškar-Ola | Joškar-Ola       | 11º nel Girone Urali-Volga di PPF Ligi            |
| Syzran'-2003       | Syzran'          | 6º nel Girone Urali-Volga di PPF Ligi             |
| Volga Ul'janovsk   | Ul'janovsk       | 2º nel Girone Urali-Volga di PPF Ligi             |
| Zenit Iževsk       | Iževsk           | 5º nel Girone Urali-Volga di PPF Ligi             |

### Prima fase

#### Classifica finale
|  | Pos. | Squadra            | Pt | G  | V  | N  | P  | GF | GS | DR  |
|  | ---- | ------------------ | -- | -- | -- | -- | -- | -- | -- | --- |
|  | 1.   | KAMAZ              | 48 | 20 | 14 | 6  | 0  | 35 | 5  | +30 |
|  | 2.   | Zenit Iževsk       | 37 | 20 | 11 | 4  | 5  | 34 | 18 | +16 |
|  | 3.   | Čeljabinsk         | 35 | 20 | 11 | 2  | 7  | 24 | 17 | +7  |
|  | 4.   | Rubin-2            | 34 | 20 | 10 | 4  | 6  | 34 | 20 | +14 |
|  | 5.   | Volga Ul'janovsk   | 33 | 20 | 7  | 12 | 1  | 27 | 11 | +16 |
|  | 6.   | Syzran'-2003       | 30 | 20 | 8  | 6  | 6  | 29 | 18 | +11 |
|  | 7.   | Nosta Novotroick   | 22 | 20 | 6  | 4  | 10 | 15 | 26 | -11 |
|  | 8.   | Neftechimik        | 19 | 20 | 5  | 4  | 11 | 19 | 29 | -10 |
|  | 9.   | Lada-Togliatti     | 19 | 20 | 4  | 7  | 9  | 21 | 31 | -10 |
|  | 10.  | Dinamo Kirov       | 15 | 20 | 3  | 6  | 11 | 13 | 31 | -18 |
|  | 11.  | Spartak Joškar-Ola | 8  | 20 | 1  | 5  | 14 | 12 | 57 | -45 |

Legenda:
      Ammesse al Girone per la promozione.
      Ammessa al Girone per la salvezza.

#### Risultati
|                    | KAM  | ZEI  | CEL  | R2K  | VOU  | S03  | MPM  | NEF  | LAT  | DIK  | SJO  |
| KAMAZ              | ---- | 1-0  | 3-0  | 0-0  | 0-0  | 4-0  | 2-1  | 4-1  | 3-0  | 1-0  | 6-0  |
| Zenit Iževsk       | 0-1  | ---- | 0-0  | 1-4  | 0-0  | 2-0  | 1-1  | 2-1  | 2-1  | 2-1  | 7-2  |
| Čeljabinsk         | 0-1  | 0-2  | ---- | 1-0  | 2-0  | 0-1  | 2-0  | 0-1  | 2-1  | 2-0  | 3-2  |
| Rubin-2 Kazan'     | 1-3  | 0-2  | 0-1  | ---- | 1-2  | 2-0  | 2-0  | 1-0  | 2-2  | 5-0  | 4-2  |
| Volga Ul'janovsk   | 0-0  | 1-0  | 1-1  | 0-0  | ---- | 0-0  | 3-0  | 1-0  | 3-0  | 0-0  | 3-0  |
| Syzran'-2003       | 0-1  | 1-1  | 2-1  | 5-0  | 1-1  | ---- | 2-0  | 3-1  | 0-0  | 3-0  | 5-0  |
| Nosta Novotroick   | 0-2  | 1-3  | 0-1  | 0-2  | 1-1  | 1-0  | ---- | 1-0  | 1-1  | 2-1  | 0-0  |
| Neftechimik        | 1-1  | 1-0  | 3-2  | 0-2  | 1-1  | 1-4  | 2-0  | ---- | 0-1  | 1-1  | 0-1  |
| Lada Togliatti     | 0-0  | 1-3  | 0-2  | 0-2  | 3-3  | 1-0  | 1-2  | 2-2  | ---- | 3-1  | 3-1  |
| Dinamo Kirov       | 0-1  | 1-2  | 0-1  | 1-1  | 1-1  | 1-1  | 0-3  | 2-1  | 1-0  | ---- | 1-0  |
| Spartak Joškar-Ola | 1-1  | 0-4  | 0-3  | 0-5  | 0-6  | 1-1  | 0-1  | 0-2  | 1-1  | 1-1  | ---- |
| ------------------ | ---- | ---- | ---- | ---- | ---- | ---- | ---- | ---- | ---- | ---- | ---- |

### Seconda fase - Girone Promozione

#### Classifica Finale
|  | Pos. | Squadra          | Pt | G  | V  | N  | P | GF | GS | DR  |
|  | ---- | ---------------- | -- | -- | -- | -- | - | -- | -- | --- |
|  | 1.   | KAMAZ            | 55 | 25 | 16 | 7  | 2 | 39 | 10 | +29 |
|  | 2.   | Zenit Iževsk     | 42 | 25 | 12 | 6  | 7 | 39 | 24 | +15 |
|  | 3.   | Syzran'-2003     | 41 | 25 | 11 | 8  | 6 | 37 | 19 | +18 |
|  | 4.   | Čeljabinsk       | 40 | 25 | 12 | 4  | 9 | 27 | 22 | +5  |
|  | 5.   | Rubin-2          | 40 | 25 | 11 | 7  | 7 | 39 | 25 | +14 |
|  | 6.   | Volga Ul'janovsk | 38 | 25 | 8  | 14 | 3 | 29 | 16 | +13 |

#### Verdetti
- KAMAZ promosso in Pervenstvo Futbol'noj Nacional'noj Ligi 2015-2016.

#### Risultati
|                  | KAM  | ZEI  | S03  | CEL  | R2K  | VOU  |
| KAMAZ            | ---- | 2-1  | 0-2  | ---- | ---- | 1-0  |
| Zenit Iževsk     | ---- | ---- | 1-1  | 2-1  | 1-1  | ---- |
| Syzran'-2003     | ---- | ---- | ---- | ---- | 0-0  | 3-0  |
| Čeljabinsk       | 0-0  | ---- | 0-2  | ---- | 2-1  | ---- |
| Rubin-2 Kazan'   | 2-1  | ---- | ---- | ---- | ---- | 1-1  |
| Volga Ul'janovsk | ---- | 1-0  | ---- | 0-0  | ---- | ---- |
| ---------------- | ---- | ---- | ---- | ---- | ---- | ---- |

### Seconda fase - Girone Salvezza

#### Classifica Finale
|  | Pos. | Squadra            | Pt | G  | V | N | P  | GF | GS | DR  |
|  | ---- | ------------------ | -- | -- | - | - | -- | -- | -- | --- |
|  | 7.   | Nosta Novotroick   | 28 | 24 | 7 | 7 | 10 | 22 | 30 | -8  |
|  | 8.   | Neftechimik        | 26 | 24 | 7 | 5 | 12 | 24 | 32 | -8  |
|  | 9.   | Lada-Togliatti     | 24 | 24 | 5 | 9 | 10 | 27 | 36 | -9  |
|  | 10.  | Dinamo Kirov       | 20 | 24 | 4 | 8 | 12 | 17 | 36 | -19 |
|  | 11.  | Spartak Joškar-Ola | 10 | 24 | 1 | 7 | 16 | 17 | 67 | -50 |

#### Verdetti
- Spartak Joškar-Ola retrocesso tra i dilettanti.

#### Risultati
|                    | NON  | NEF  | LAT  | DIK  | SPJO |
| Nosta Novotroick   | ---- | 1-1  | ---- | ---- | 3-0  |
| Neftechimik        | ---- | ---- | 1-0  | 0-1  | ---- |
| Lada Togliatti     | 2-2  | ---- | ---- | 2-0  | ---- |
| Dinamo Kirov       | 1-1  | ---- | ---- | ---- | 2-2  |
| Spartak Joškar-Ola | ---- | 1-3  | 2-2  | ---- | ---- |
| ------------------ | ---- | ---- | ---- | ---- | ---- |

## Girone Est

### Squadre partecipanti
| Squadra               | Città                | Stagione precedente                             |
| --------------------- | -------------------- | ----------------------------------------------- |
| Bajkal Irkutsk        | Irtutsk              | 5º nel Girone Est di PPF Ligi                   |
| Čita                  | Čita                 | 2º nel Girone Est di PPF Ligi                   |
| Dinamo Barnaul        | Barnaul              | 8° nel Girone Siberia dei dilettanti, ripescato |
| Irtyš Omsk            | Omsk                 | 7º nel Girone Est di PPF Ligi                   |
| Jakutija Jakutsk      | Jakutsk              | 6º nel Girone Est di PPF Ligi                   |
| Metallurg Novokuzneck | Novokuzneck          | 1° nel Girone Siberia dei dilettanti            |
| Sibir'-2              | Novosibirsk          | 8º nel Girone Est di PPF Ligi                   |
| Smena K.N.A.          | Komsomol'sk-na-Amure | 3º nel Girone Est di PPF Ligi                   |
| Tom' Tomsk-2          | Tomsk                | Club di nuova istituzione                       |

### Classifica finale
|  | Pos. | Squadra               | Pt | G  | V  | N  | P  | GF | GS | DR  |
|  | ---- | --------------------- | -- | -- | -- | -- | -- | -- | -- | --- |
|  | 1.   | Bajkal Irkutsk        | 44 | 24 | 11 | 11 | 2  | 37 | 18 | +19 |
|  | 2.   | Irtyš Omsk            | 43 | 24 | 12 | 7  | 5  | 35 | 17 | +18 |
|  | 3.   | Metallurg Novokuzneck | 43 | 24 | 11 | 10 | 3  | 38 | 19 | +19 |
|  | 4.   | Smena K.N.A.          | 38 | 24 | 10 | 8  | 6  | 25 | 20 | +5  |
|  | 5.   | Čita                  | 36 | 24 | 10 | 6  | 8  | 27 | 30 | -3  |
|  | 6.   | Dinamo Barnaul        | 34 | 24 | 10 | 4  | 10 | 43 | 39 | +4  |
|  | 7.   | Jakutija Jakutsk      | 20 | 24 | 6  | 2  | 16 | 28 | 47 | -19 |
|  | 8.   | Sibir'-2              | 20 | 24 | 5  | 5  | 14 | 27 | 40 | -13 |
|  | 9.   | Tom' Tomsk-2          | 18 | 24 | 5  | 3  | 16 | 25 | 55 | -30 |

### Verdetti
- Bajkal Irkutsk promosso in Pervenstvo Futbol'noj Nacional'noj Ligi 2015-2016.

### Risultati
|                       | BAI     | IRO     | MEN     | SKA     | CIT     | DIB     | JAJ     | SI2     | TT2     |
| Bajkal Irkutsk        | ----    | 0-2     | 1-0 1-1 | 2-0     | 0-0 1-1 | 0-0 2-2 | 1-1     | 3-1     | 2-0 4-1 |
| Irtyš Omsk            | 0-2 1-1 | ----    | 1-2 0-0 | 0-1     | 3-1 2-0 | 1-0     | 0-2     | 2-0 0-0 | 5-0     |
| Metallurg Novokuzneck | 1-1     | 1-1     | ----    | 0-0     | 3-0     | 3-2 5-0 | 4-3 1-0 | 1-0     | 1-1 3-0 |
| Smena K.N.A.          | 1-1 0-1 | 2-1 0-0 | 3-0     | ----    | 1-1 2-0 | 0-1     | 2-0     | 0-1 1-1 | 1-0     |
| Čita                  | 1-1     | 0-3     | 0-0 2-0 | 1-1     | ----    | 0-3 2-1 | 2-0     | 2-0     | 0-2 3-0 |
| Dinamo Barnaul        | 2-4     | 2-2 1-1 | 0-3     | 1-2     | 1-2     | ----    | 4-1 1-0 | 4-2     | 6-1 3-2 |
| Jakutija Jakutsk      | 0-2 2-1 | 0-1 1-4 | 1-1     | 2-1 1-2 | 1-2     | 0-3     | ----    | 2-1 1-5 | 4-2     |
| Sibir'-2              | 0-1 1-1 | 1-2     | 2-2 0-3 | 0-1     | 2-3 0-1 | 1-3 3-1 | 2-1     | ----    | 1-1     |
| Tom' Tomsk-2          | 0-4     | 0-2 0-1 | 0-3     | 4-1 1-1 | 3-1     | 0-1     | 1-5 2-0 | 1-2 3-1 | ----    |
| --------------------- | ------- | ------- | ------- | ------- | ------- | ------- | ------- | ------- | ------- |